# Sušac (biljni rod)
Sušac (hrskavica lat. Paronychia), rod višegodišnjeg ili, rjeđe, jednogodišnjeg bilja, iz porodice klinčićevki, često drvenaste u osnovi i obično jako razgranate. 
Pripada mu 116 vrsta rasprostranjenih po velikim dijelovima obiju Amerika, sjevera Afrike i Mediterana, na istok do Kavkaza, Irana i Arapskog poluotoka. U Hrvatskoj raste sitna hrskavica ili sitni sušac (P. kapela)

## Vrste
1. Paronychia adalia Chaudhri
2. Paronychia ahartii Ertter
3. Paronychia aksoyii Budak
4. Paronychia albanica Chaudhri
5. Paronychia albomarginata Core
6. Paronychia amani Chaudhri
7. Paronychia americana (Nutt.) Fenzl ex Walp.
8. Paronychia anatolica Czeczott
9. Paronychia andina A.Gray
10. Paronychia angorensis Chaudhri
11. Paronychia arabica (L.) DC.
12. Paronychia aretioides DC.
13. Paronychia argentea Lam.
14. Paronychia argyrocoma (Michx.) Nutt.
15. Paronychia argyroloba Stapf
16. Paronychia azerbaijanica Chaudhri
17. Paronychia baldwinii (Torr. & A.Gray) Fenzl ex Walp.
18. Paronychia beauverdii Czeczott
19. Paronychia bogotensis Triana & Planch.
20. Paronychia bornmuelleri Chaudhri
21. Paronychia brasiliana DC.
22. Paronychia bryoides Hochst. ex A.Rich.
23. Paronychia bungei Boiss.
24. Paronychia cabrerae Chaudhri
25. Paronychia caespitosa Stapf
26. Paronychia canadensis (L.) Alph.Wood
27. Paronychia canariensis (L.f.) Link
28. Paronychia capitata (L.) Lam.
29. Paronychia carica Chaudhri
30. Paronychia cataonica Chaudhri
31. Paronychia cephalotes (M.Bieb.) Besser
32. Paronychia chabloziana Beauverd
33. Paronychia chartacea Fernald
34. Paronychia chilensis DC.
35. Paronychia chionaea Boiss.
36. Paronychia chlorothyrsa Murb.
37. Paronychia communis Cambess.
38. Paronychia condensata Chaudhri
39. Paronychia congesta Correll
40. Paronychia coquimbensis Gay
41. Paronychia davisii Chaudhri
42. Paronychia davrazensis Budak
43. Paronychia depressa (Torr. & A.Gray) Nutt. ex A.Nelson
44. Paronychia discoveryi DeLaney
45. Paronychia drummondii Torr. & A.Gray
46. Paronychia dudleyi Chaudhri
47. Paronychia echinulata Chater
48. Paronychia ellenbergii Chaudhri
49. Paronychia erecta (Chapm.) Shinners
50. Paronychia fasciculata Chaudhri
51. Paronychia fastigiata (Raf.) Fernald
52. Paronychia franciscana Eastw.
53. Paronychia fusciflora Chaudhri
54. Paronychia galatica Chaudhri
55. Paronychia haggariensis Diels
56. Paronychia hartwegiana Rohrb.
57. Paronychia herniarioides (Michx.) Nutt.
58. Paronychia hieronymi Pax
59. Paronychia hintoniorum B.L.Turner
60. Paronychia illecebroides Webb
61. Paronychia jamesii Torr. & A.Gray
62. Paronychia johnstonii Chaudhri
63. Paronychia jonesii M.C.Johnst.
64. Paronychia jordanica Chaudhri
65. Paronychia kapela (Hacq.) A.Kern.
66. Paronychia kayseriana Chaudhri
67. Paronychia kocii Budak
68. Paronychia kotschyana Chaudhri
69. Paronychia kurdica Boiss.
70. Paronychia libertadiana Chaudhri
71. Paronychia limae Chaudhri
72. Paronychia lindheimeri Engelm. ex A.Gray
73. Paronychia lordeganica Dinarvand & Assadi
74. Paronychia lycica Chaudhri
75. Paronychia macbridei Chaudhri
76. Paronychia maccartii Correll
77. Paronychia macedonica Chaudhri
78. Paronychia macrosepala Boiss.
79. Paronychia mandoniana Rohrb.
80. Paronychia manfrediana Kit Tan & Strid
81. Paronychia maroccana Chaudhri
82. Paronychia mesopotamica Chaudhri
83. Paronychia mexicana Hemsl.
84. Paronychia microphylla Phil.
85. Paronychia monticola Cory
86. Paronychia mughlaei Chaudhri
87. Paronychia muschleri Chaudhri
88. Paronychia palaestina Eig
89. Paronychia paphlagonica Chaudhri
90. Paronychia patula Shinners
91. Paronychia peruviana Chaudhri
92. Paronychia polygonifolia (Vill.) DC.
93. Paronychia pontica (Borhidi) Chaudhri
94. Paronychia pulvinata A.Gray
95. Paronychia rechingeri Chaudhri
96. Paronychia revoluta C.E.Carneiro & Furlan
97. Paronychia rouyana Coincy
98. Paronychia rugelii (Chapm.) Shuttlew. ex Chapm.
99. Paronychia sanchez-vegae Montesinos & Kool
100. Paronychia saxatilis Chaudhri
101. Paronychia sessiliflora Nutt.
102. Paronychia setacea Torr. & A.Gray
103. Paronychia setigera (Gillies ex Hook. & Arn.) F.Herm.
104. Paronychia sinaica Fresen.
105. Paronychia sintenisii Chaudhri
106. Paronychia somaliensis Baker
107. Paronychia splendens Steven
108. Paronychia suffruticosa (L.) DC.
109. Paronychia taurica Borhidi & Sikura
110. Paronychia tunisiana Chaudhri
111. Paronychia turcica Chaudhri
112. Paronychia ubinensis Montesinos
113. Paronychia velata (Maire) Chaudhri
114. Paronychia virginica Spreng.
115. Paronychia weberbaueri Chaudhri
116. Paronychia wilkinsonii S.Watson

## Sinonimi
- Anychia Michx.
- Anychiastrum Small
- Argyrocoma Raf.
- Buinalis Raf.
- Ferriera Bubani
- Forcipella Small
- Gastronychia Small
- Gibbesia Small
- Nyachia Small
- Odontonychia Small
- Plagidia Raf.
- Siphonychia Torr. & A.Gray